# Hatesphere
«Hatesphere» — данська death і thrash metal група з Орхуса, Данія. Група була утворена у 1998 гітаристом Петером «Пепе» Хансеном (Peter «Pepe» Hansen). На 2010 рік гурт складається з вокаліста Есбена «Іззі» Хансена (Esben «Esse» Hansen), гітариста Петера «Пепе» Хансана (Peter «Pepe» Hansen), Якоба Нюхольма, бас-гітариста Джиммі Нідергаарда і барабанщика Майка Парка. На сьогодні гурт випустив шість студійних альбомів і 2EPs. Останній (станом на червень 2012) альбом «The Great Bludgeoning» був виданий у вересні 2011.

## Біографія
Утворена в Орхусі, Данія, гітаристом Петером «Пепе» Хансеном у 1998 році, HateSphere швидко завоювала данську метал-сцену та одночасно встановила нові стандарти треш-металу як всередині країни, так і закордоном. Перші три альбоми, Hatesphere, Bloodred Hatred і Ballet of the Brute, підняли статус гурту від «місцевого треш-колективу» до «Європейської треш-групи». Під керівництвом Scarlet Records, HateSphere гастролювала Європою разом з The Haunted у 2003 і знову разом з Exodus у 2004, одночасно беручи участь у фестивалях Wacken Open Air, With Full Force, і Hellfest.
У 2005-му HateSphere підписали контракт з SPV Records. Альбом The Sickness Within був виданий у вересні 2005-го і отримав захоплені відгуки світової метал-сцени. На хвилі популярності альбому, HateSphere виступили на фестивалях Європи разом з Kreator, Morbid Angel, Soilwork, Dark Tranquillity, і Chimaira. В доаток до хедлайнерів шоу, у підтримку The Sickness Within, колектив виступав на Wacken Open Air, Metal Camp, і Roskilde Festival.

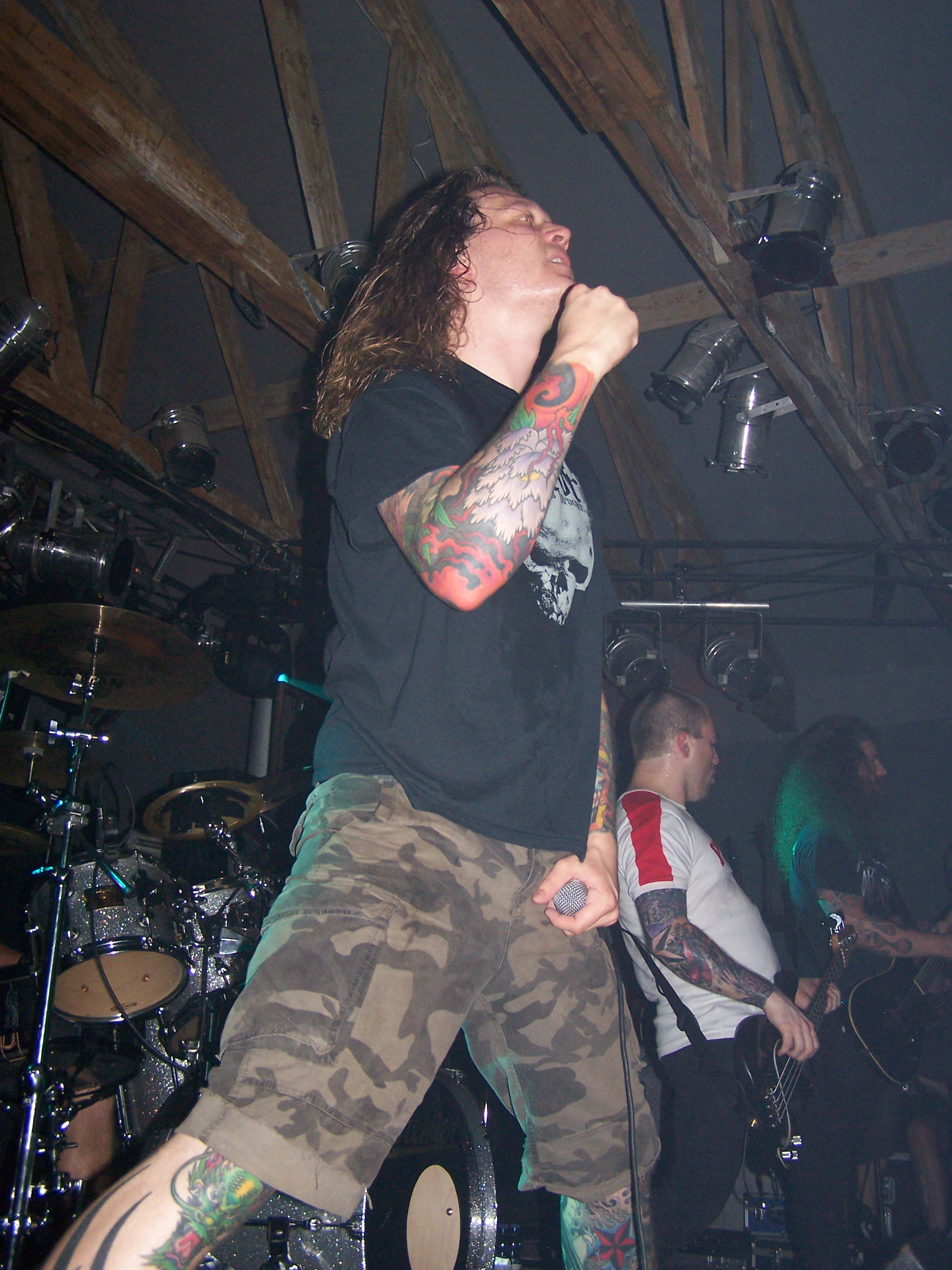
Якоб Бредаль (Катовіце, 2007)

HateSphere продовжує популяризуватись на міжнародній сцені, гастролюючи Японією разом з Gojira, виступаючи у якості хедлайнера першої частини Danish Dynamite tour з Raunchy і Volbeat. HateSphere увійшла у історію як перша данська група, котра виступила в Китаї. Після виходу у 2007 альбому Serpent Smiles and Killer Eyes, HateSphere знову поїхали у Європейське турне разом з Aborted і Dagoba,  та яскраво виступили на Wacken Open Air і Roskilde Festivals, а також гастролювали Польщею разом з гуртом Behemoth у вересні.
Serpent Smiles and Killer Eyes зайняв 26-у позицію у Данському хіт-параді. Невдовзі після цього, HateSphere покинув вокаліст Якоб Бредаль, він вирішив зосередитися на музиці, відмінній від музичного стилю гурту. Невдовзі до колективу приєднався новий вокаліст — Джоллер Альбретсен. Одразу ж після цього група поїхала у місячне турне по Європі за підтримки шведської групи Dismember.
HateSphere повернулись у студію Antfarm Studios у листопаді 2008 року для запису наступного альбому під назвою To the Nines. To the Nines був записаний, змікшований і зведений менше, чим за місяць за підтримки продюсера Tue Madsen, а також гуртів (Earth Crisis, The Haunted і Heaven Shall Burn) у AntFarm Studios в Орхусі і був згодом виданий на лейблі Napalm Records.
У лютому 2010 вокаліст Джонатан «Джоллер» Альбретсен покинув Hatesphere, і колектив вірекомендував вокаліста Мортена «Крюге» Мадсена (Morten «Kruge» Madsen), котрий замінив Альбретсена у північноамериканському турне (лютий-березень 2010) за підтримки The Black Dahlia Murder, Obscura, and Augury.
У липні 2010 стало відомо,  що вокалістом гурту стане Есбен «Іззі» Хансен (Esben «Esse» Hansen), відомий своєю участю у данській метал-групі As We Fight. В той же час оголосив про вихід з гурту бас-гітарист Миксен Ліндберг (Mixen Lindberg). Заміна йому нашлась досить швидко — ним став бас-гітарист Мікаель Елерт (Mikael Ehlert). Але новий бас-гітарист погодився співпрацювати з колективом лише до кінця 2010 року. Після цього гурт гастролював  Сполученими Штатами і Канадою у вересні-листопаді 2010 разом з гуртом Nevermore. У травні 2011 стало відомо про приєднання до колективу бас-гітариста Джиммі Нідергаарда.

## Склад

### Учасники
- Esben «Esse» Hansen — вокал (2010-)
- Peter «Pepe» Lyse Hansen — ритм- і соло-гітара (1998-)
- Kasper Kirkegaard — ритм-гітара (2016-)
- Mike Park — барабани (2009-)
- Jimmy Nedergaard — бас-гітара (2011-)

### Колишні учасники
Вокалісти
- Jacob «Dr. J» Bredahl (1998—2007) (Chaosium, Allhelluja, The Kandidate, Barcode, Last Mile)
- Jonathan «Joller» Albrechtsen (2007—2010) (Scarred by Beauty, Mudslide)

Гітаристи
- Niels Peter «Ziggy» Siegfredsen (1998—2003) (Cryonic)
- Henrik «Heinz» Bastrup Jacobsen (2003—2007) (Koldborn, Sadogoat)

Бас-гітаристи
- Mikael Ehlert Hansen (1998—2007)
- Mixen Lindberg (2007—2010)

Барабанщики
- Jesper Moesgaard (1998—2000)
- Morten Toft Hansen (2000—2003) (Raunchy)
- Anders «Andy Gold» Gyldenøhr (2003—2007) (Grope, Artillery, Pixie Killers)
- Dennis Buhl (2007—2009) (The Downward Candidate/The Kandidate, Sinphonia, Evil Masquerade)

## Дискографія

### Студійні альбоми
- Hatesphere (2001)
- Bloodred Hatred (2002)
- Ballet of the Brute (2004)
- The Sickness Within (2005)
- Serpent Smiles and Killer Eyes (2007)
- To the Nines (2009)
- The Great Bludgeoning (2011)[3]
- Murderlust (2013)
- New Hell (2015)

### EP’s
- Something Old, Something New, Something Borrowed and Something Black (EP, 2003)
- The Killing (EP, 2005)

## Музичні кліпи
- Sickness Within
- Reaper of Life
- Forever War
- Drinking With the King of the Dead
- Floating
- To the Nines